# Demon Seed
Demon Seed – pierwszy album studyjny polskiej grupy muzycznej Azarath. Wydawnictwo ukazało się 21 stycznia 2001 roku nakładem wytwórni muzycznej Pagan Records. Nagrania zostały zarejestrowane w białostockim Hertz Studio we współpracy z producentami muzycznymi Wojciechem i Sławomirem Wiesławskimi. 
Na albumie Demon Seed znalazły się utwory "Earthly Morgue", "Doombringer", "Heaven's Light Demise" i "Nightskies Burial Ground" pochodzące z dema Traitors z 1998 roku. Te same kompozycje znalazły się na płycie pt. Promo 2000 wydanej dwa lata później.

## Lista utworów
Opracowano na podstawie materiału źródłowego.
1. "Earthly Morgue" - 03:57
2. "Doombringer" - 03:17
3. "Awaiting Eternity of Fire" - 02:30
4. "Heavens Light Demise" - 03:34
5. "Taedium Vitae" - 01:22
6. "Destroy Yourself" - 01:38
7. "Deathlike Silence" - 03:57
8. "Traitors" - 02:43
9. "Mindloss" - 02:38
10. "Nightskies Burial Ground" - 04:34

## Twórcy
Opracowano na podstawie materiału źródłowego.
| Zespół Azarath w składzie - Bartłomiej "Bruno" Waruszewski - wokal prowadzący, gitara basowa - Bartłomiej "Bart" Szudek - gitara rytmiczna, gitara prowadząca - Andrzej "D." Zdrojewski - gitara rytmiczna, gitara prowadząca - Zbigniew "Inferno" Promiński - perkusja | Produkcja - Sławomir i Wojciech Wiesławscy - inżynieria dźwięku, produkcja muzyczna, miksowanie - Sławomir Wiesławski - mastering - Łukasz "Jashackh" Jaszak - okładka, oprawa graficzna, zdjęcia |

## Wydania
| Rok  | Nr katalogowy | Format        | Wydawca       | Region        | Źródło |
| ---- | ------------- | ------------- | ------------- | ------------- | ------ |
| 2001 | MOON CD29     | CD, Album, RP | Pagan Records | Polska/Europa | [ 6 ]  |
| 2001 | MOON MC 039   | Cass, Album   | Pagan Records | Polska/Europa | [ 6 ]  |